# Contea di Pest
Pest è una contea dell'Ungheria centrosettentrionale. Confina per un breve tratto con la Slovacchia, nonché con le altre contee di Nógrád, Heves, Jász-Nagykun-Szolnok, Bács-Kiskun, Fejér e Komárom-Esztergom; suo capoluogo è Budapest benché questa città non ne faccia parte.

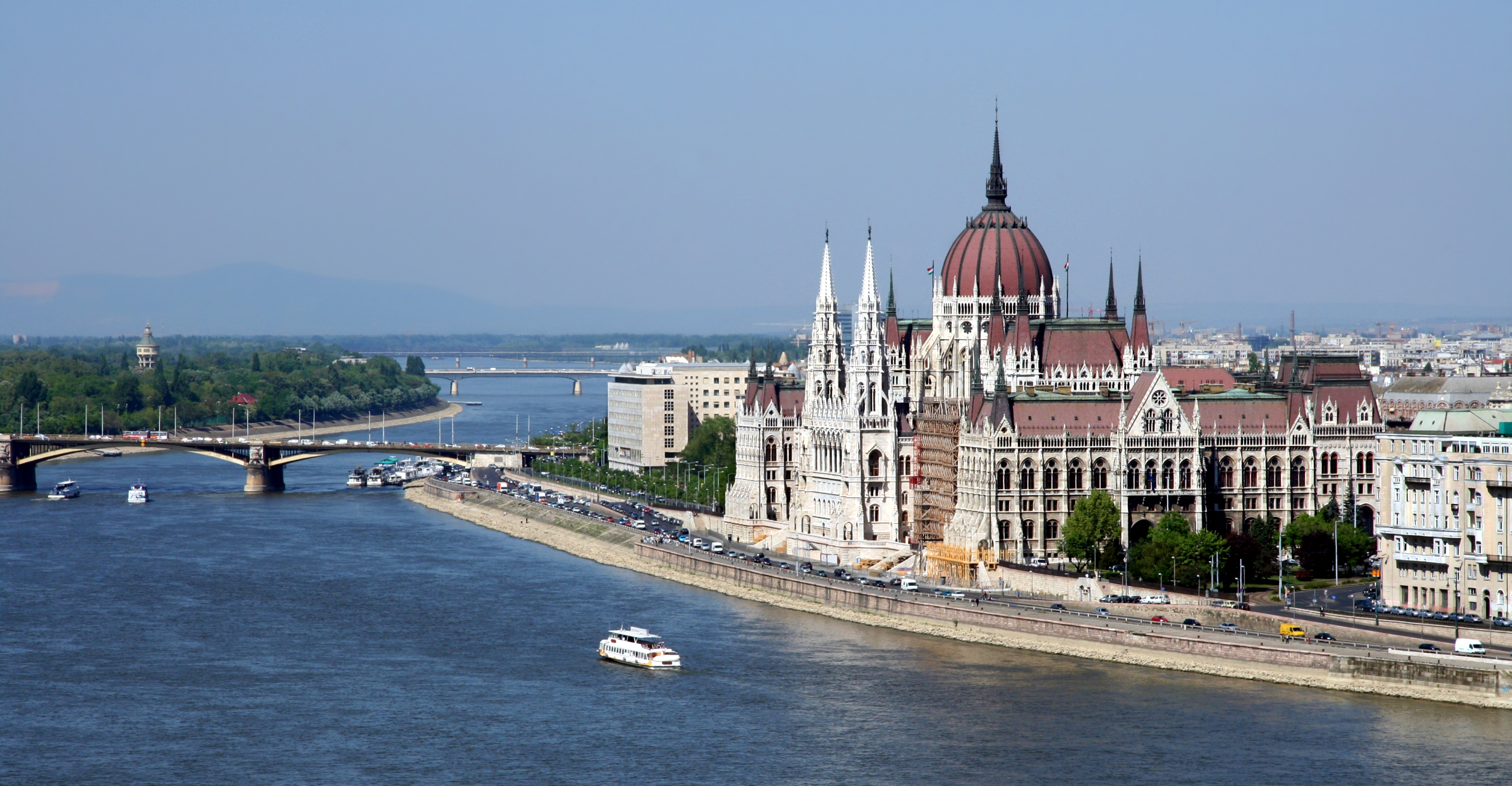
Budapest

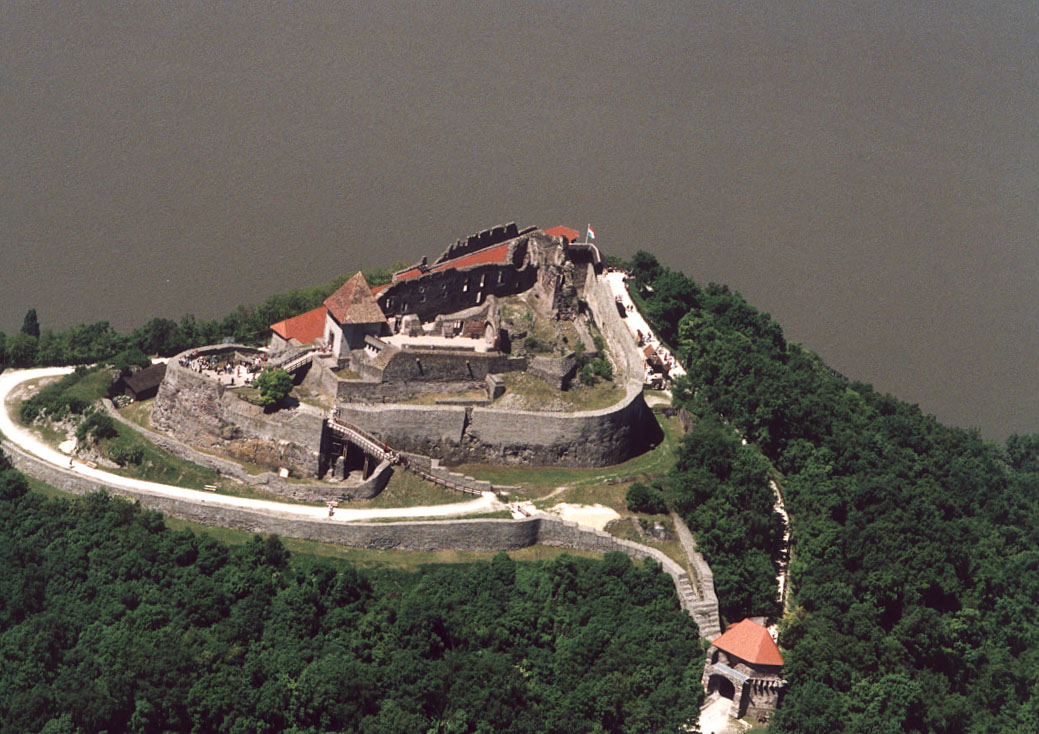
Castello di Visegrád

## Struttura della contea
Capoluogo 
Il capoluogo della contea è Budapest, ma la città non fa amministrativamente parte della contea, costituendo entità amministrativa autonoma e separata.
 Città di rilevanza comitale 
- Érd (dal 2006) (57.209)

 Città 
(in ordine di popolazione, come da censimento del 2001)
- Cegléd (37.939)
- Vác (33.903)
- Gödöllő (31.263)
- Dunakeszi (29.208)
- Nagykőrös (25.795)
- Budaörs (24.228)
- Szigetszentmiklós (24.201)
- Szentendre (22.796)
- Gyál (21.184)
- Monor (20.975)
- Vecsés (18.664)
- Százhalombatta (16.963)
- Dunaharaszti (16.931)
- Fót (16.195)
- Dabas (16.021)
- Abony (15.781)
- Göd (15.329)
- Pomáz (14.405)
- Gyömrő (13.669)
- Nagykáta (12.865)
- Budakeszi (12.793)
- Pécel (12.740)
- Pilisvörösvár (12.699)
- Szigethalom (12.643)
- Albertirsa (11.457)
- Pilis (10.721)
- Veresegyház (10.707)
- Üllő (9881)
- Kistarcsa (9306)
- Ráckeve (8912)
- Tököl (8799)
- Ócsa (8785)
- Tura (8009)
- Aszód (5972)
- Dunavarsány (5810)
- Örkény (4973)
- Nagymaros (4470)
- Szob (2960)
- Visegrád (1654)

 Altri comuni 
- Acsa
- Alsónémedi
- Apaj
- Áporka
- Bag
- Bénye
- Bernecebaráti
- Biatorbágy
- Budajenő
- Budakalász
- Bugyi
- Ceglédbercel
- Csemő
- Csévharaszt
- Csobánka
- Csomád
- Csömör
- Csörög
- Csővár
- Dánszentmiklós
- Dány
- Délegyháza
- Diósd
- Domony
- Dömsöd
- Dunabogdány
- Ecser
- Erdőkertes
- Farmos
- Felsőpakony
- Galgagyörk
- Galgahévíz
- Galgamácsa
- Gomba
- Halásztelek
- Herceghalom
- Hernád
- Hévízgyörk
- Iklad
- Inárcs
- Ipolydamásd
- Ipolytölgyes
- Isaszeg
- Jászkarajenő
- Kakucs
- Kartal
- Káva
- Kemence
- Kerepes
- Kiskunlacháza
- Kismaros
- Kisnémedi
- Kisoroszi
- Kocsér
- Kóka
- Kőröstetétlen
- Kosd
- Kóspallag
- Leányfalu
- Letkés
- Lórév
- Maglód
- Majosháza
- Makád
- Márianosztra
- Mende
- Mikebuda
- Mogyoród
- Nagybörzsöny
- Nagykovácsi
- Nagytarcsa
- Nyáregyháza
- Nyársapát
- Őrbottyán
- Pánd
- Páty
- Penc
- Perbál
- Perőcsény
- Péteri
- Pilisborosjenő
- Piliscsaba
- Pilisjászfalu
- Pilisszántó
- Pilisszentiván
- Pilisszentkereszt
- Pilisszentlászló
- Pócsmegyer
- Püspökhatvan
- Püspökszilágy
- Pusztavacs
- Pusztazámor
- Rád
- Remeteszőlős
- Solymár
- Sóskút
- Sülysáp
- Szada
- Szentlőrinckáta
- Szentmártonkáta
- Szigetbecse
- Szigetcsép
- Szigetmonostor
- Szigetszentmárton
- Szigetújfalu
- Sződ
- Sződliget
- Szokolya
- Táborfalva
- Tahitótfalu
- Taksony
- Tápióbicske
- Tápiógyörgye
- Tápióság
- Tápiószecső
- Tápiószele
- Tápiószentmárton
- Tápiószőlős
- Tárnok
- Tatárszentgyörgy
- Telki
- Tésa
- Tinnye
- Tóalmás
- Tök
- Törökbálint
- Törtel
- Újhartyán
- Újlengyel
- Újszilvás
- Úri
- Üröm
- Vácduka
- Vácegres
- Váchartyán
- Váckisújfalu
- Vácrátót
- Vácszentlászló
- Valkó
- Vámosmikola
- Vasad
- Verőce
- Verseg
- Zebegény
- Zsámbék
- Zsámbok